# Eye of the Devil
Eye of the Devil is een Britse horrorfilm uit 1967 onder regie van J. Lee Thompson. Destijds werd de film in het Nederlandse taalgebied uitgebracht onder de titel Het oog van de duivel.

## Verhaal
Philippe de Montfaucon wil zonder zijn vrouw een bezoek brengen aan zijn wijngaarden. Zijn vrouw reist hem achterna. Daar komt ze erachter dat haar man en ook de dorpelingen gedreven worden door vreemde rituelen... 

## Rolverdeling
| Acteur           | Personage                |
| ---------------- | ------------------------ |
| Deborah Kerr     | Catherine de Montfaucon  |
| David Niven      | Philippe de Montfaucon   |
| Donald Pleasence | Priester Dominic         |
| Edward Mulhare   | Jean-Claude Ibert        |
| Flora Robson     | Gravin Estell            |
| Emlyn Williams   | Alain de Montfaucon      |
| Sharon Tate      | Odile de Caray           |
| David Hemmings   | Christian de Caray       |
| John Le Mesurier | Dr. Monnet               |
| Michael Miller   | Grandec                  |
| Donald Bisset    | Rennard                  |
| Pauline Letts    | Bediende                 |
| Robert Duncan    | Jacques de Montfaucon    |
| Suky Appleby     | Antoinette de Montfaucon |